# Selección de fútbol sub-19 de Andorra
La Selección Sub-19 de fútbol de Andorra es el equipo representativo del país en las competiciones oficiales de esta categoría. Su organización está a cargo de la Federación Andorrana de Fútbol (FAF), perteneciente a la UEFA.

## Andorra en elCampeonato Europeo Sub-19
| Récord en el Campeonato Europeo Sub-19 | Récord en el Campeonato Europeo Sub-19 | Récord en el Campeonato Europeo Sub-19 | Récord en el Campeonato Europeo Sub-19 | Récord en el Campeonato Europeo Sub-19 | Récord en el Campeonato Europeo Sub-19 | Récord en el Campeonato Europeo Sub-19 | Récord en el Campeonato Europeo Sub-19 | Récord en el Campeonato Europeo Sub-19 |    | Récord en las eliminatorias | Récord en las eliminatorias | Récord en las eliminatorias | Récord en las eliminatorias | Récord en las eliminatorias | Récord en las eliminatorias |
| Año                                    | Ronda                                  | Posición                               | PJ                                     | PG                                     | PE                                     | PP                                     | GF                                     | GC                                     | PJ | PG                          | PE                          | PP                          | GF                          | GC                          |                             |
| -------------------------------------- | -------------------------------------- | -------------------------------------- | -------------------------------------- | -------------------------------------- | -------------------------------------- | -------------------------------------- | -------------------------------------- | -------------------------------------- | -- | --------------------------- | --------------------------- | --------------------------- | --------------------------- | --------------------------- | --------------------------- |
| 1998                                   | No clasificó                           | No clasificó                           | No clasificó                           | No clasificó                           | No clasificó                           | No clasificó                           | No clasificó                           | No clasificó                           | 2  | 0                           | 0                           | 2                           | 0                           | 15                          |                             |
| 1999                                   | No clasificó                           | No clasificó                           | No clasificó                           | No clasificó                           | No clasificó                           | No clasificó                           | No clasificó                           | No clasificó                           | 3  | 0                           | 0                           | 3                           | 0                           | 19                          |                             |
| 2000                                   | No clasificó                           | No clasificó                           | No clasificó                           | No clasificó                           | No clasificó                           | No clasificó                           | No clasificó                           | No clasificó                           | 2  | 0                           | 0                           | 2                           | 0                           | 20                          |                             |
| 2001                                   | No clasificó                           | No clasificó                           | No clasificó                           | No clasificó                           | No clasificó                           | No clasificó                           | No clasificó                           | No clasificó                           | 3  | 0                           | 0                           | 3                           | 0                           | 15                          |                             |
| 2002                                   | No clasificó                           | No clasificó                           | No clasificó                           | No clasificó                           | No clasificó                           | No clasificó                           | No clasificó                           | No clasificó                           | 3  | 0                           | 0                           | 3                           | 0                           | 23                          |                             |
| 2003                                   | No clasificó                           | No clasificó                           | No clasificó                           | No clasificó                           | No clasificó                           | No clasificó                           | No clasificó                           | No clasificó                           | 3  | 0                           | 0                           | 3                           | 0                           | 10                          |                             |
| 2004                                   | No clasificó                           | No clasificó                           | No clasificó                           | No clasificó                           | No clasificó                           | No clasificó                           | No clasificó                           | No clasificó                           | 3  | 0                           | 0                           | 3                           | 1                           | 10                          |                             |
| 2005                                   | No clasificó                           | No clasificó                           | No clasificó                           | No clasificó                           | No clasificó                           | No clasificó                           | No clasificó                           | No clasificó                           | 3  | 0                           | 0                           | 3                           | 0                           | 14                          |                             |
| 2006                                   | No clasificó                           | No clasificó                           | No clasificó                           | No clasificó                           | No clasificó                           | No clasificó                           | No clasificó                           | No clasificó                           | 3  | 0                           | 0                           | 3                           | 0                           | 23                          |                             |
| 2007                                   | No clasificó                           | No clasificó                           | No clasificó                           | No clasificó                           | No clasificó                           | No clasificó                           | No clasificó                           | No clasificó                           | 3  | 0                           | 0                           | 3                           | 0                           | 7                           |                             |
| 2008                                   | No clasificó                           | No clasificó                           | No clasificó                           | No clasificó                           | No clasificó                           | No clasificó                           | No clasificó                           | No clasificó                           | 3  | 0                           | 0                           | 3                           | 1                           | 9                           |                             |
| 2009                                   | No clasificó                           | No clasificó                           | No clasificó                           | No clasificó                           | No clasificó                           | No clasificó                           | No clasificó                           | No clasificó                           | 3  | 0                           | 0                           | 3                           | 0                           | 12                          |                             |
| 2010                                   | No clasificó                           | No clasificó                           | No clasificó                           | No clasificó                           | No clasificó                           | No clasificó                           | No clasificó                           | No clasificó                           | 3  | 0                           | 0                           | 3                           | 1                           | 11                          |                             |
| 2011                                   | No clasificó                           | No clasificó                           | No clasificó                           | No clasificó                           | No clasificó                           | No clasificó                           | No clasificó                           | No clasificó                           | 3  | 0                           | 0                           | 3                           | 1                           | 18                          |                             |
| 2012                                   | No clasificó                           | No clasificó                           | No clasificó                           | No clasificó                           | No clasificó                           | No clasificó                           | No clasificó                           | No clasificó                           | 3  | 0                           | 0                           | 3                           | 0                           | 12                          |                             |
| 2013                                   | No clasificó                           | No clasificó                           | No clasificó                           | No clasificó                           | No clasificó                           | No clasificó                           | No clasificó                           | No clasificó                           | 3  | 0                           | 0                           | 3                           | 0                           | 19                          |                             |
| 2014                                   | No clasificó                           | No clasificó                           | No clasificó                           | No clasificó                           | No clasificó                           | No clasificó                           | No clasificó                           | No clasificó                           | 3  | 0                           | 0                           | 3                           | 0                           | 18                          |                             |
| 2015                                   | No clasificó                           | No clasificó                           | No clasificó                           | No clasificó                           | No clasificó                           | No clasificó                           | No clasificó                           | No clasificó                           | 3  | 0                           | 0                           | 3                           | 1                           | 12                          |                             |
| 2016                                   | No clasificó                           | No clasificó                           | No clasificó                           | No clasificó                           | No clasificó                           | No clasificó                           | No clasificó                           | No clasificó                           | 3  | 0                           | 1                           | 2                           | 1                           | 4                           |                             |
| 2017                                   | No clasificó                           | No clasificó                           | No clasificó                           | No clasificó                           | No clasificó                           | No clasificó                           | No clasificó                           | No clasificó                           | 3  | 1                           | 0                           | 2                           | 6                           | 6                           |                             |
| 2018                                   | No clasificó                           | No clasificó                           | No clasificó                           | No clasificó                           | No clasificó                           | No clasificó                           | No clasificó                           | No clasificó                           | 3  | 0                           | 1                           | 2                           | 2                           | 10                          |                             |
| 2019                                   | No clasificó                           | No clasificó                           | No clasificó                           | No clasificó                           | No clasificó                           | No clasificó                           | No clasificó                           | No clasificó                           | 3  | 0                           | 0                           | 3                           | 0                           | 9                           |                             |
| 2020                                   | No clasificó                           | No clasificó                           | No clasificó                           | No clasificó                           | No clasificó                           | No clasificó                           | No clasificó                           | No clasificó                           | 3  | 0                           | 0                           | 3                           | 0                           | 7                           |                             |
| 2022                                   | No clasificó                           | No clasificó                           | No clasificó                           | No clasificó                           | No clasificó                           | No clasificó                           | No clasificó                           | No clasificó                           | 3  | 0                           | 0                           | 3                           | 0                           | 12                          |                             |
| 2023                                   | No clasificó                           | No clasificó                           | No clasificó                           | No clasificó                           | No clasificó                           | No clasificó                           | No clasificó                           | No clasificó                           | 3  | 0                           | 0                           | 3                           | 0                           | 8                           |                             |
| 2024                                   | No clasificó                           | No clasificó                           | No clasificó                           | No clasificó                           | No clasificó                           | No clasificó                           | No clasificó                           | No clasificó                           | 3  | 1                           | 0                           | 2                           | 3                           | 5                           |                             |
| 2025                                   | No clasificó                           | No clasificó                           | No clasificó                           | No clasificó                           | No clasificó                           | No clasificó                           | No clasificó                           | No clasificó                           | 3  | 0                           | 0                           | 3                           | 0                           | 4                           |                             |
| Total                                  | —                                      | 0/27                                   | –                                      | –                                      | –                                      | –                                      | –                                      | –                                      | 79 | 2                           | 2                           | 75                          | 17                          | 332                         |                             |

## Partidos ganados
| Fecha                   | Ciudad           | Local   | Resultado | Visitante     | Competición                                                       |
| ----------------------- | ---------------- | ------- | --------- | ------------- | ----------------------------------------------------------------- |
| 30 de octubre de 2016   | Andorra la Vieja | Andorra | 4-2       | Liechtenstein | Clasificación para el Campeonato Europeo de la UEFA Sub-19 2017   |
| 21 de noviembre de 2023 | Albena           | Andorra | 2-1       | Bulgaria      | Clasificación para el Campeonato de Europa Sub-19 de la UEFA 2024 |